# Sonic X-treme
Sonic X-treme foi um jogo eletrônico de plataforma desenvolvido pela Sega Technical Institute (STI) de 1994 até seu cancelamento em 1997. Seria o primeiro jogo totalmente 3D da série Sonic the Hedgehog, levando Sonic à era 3D dos jogos eletrônicos, e o primeiro jogo original de Sonic para o Sega Saturn. A história segue Sonic em sua jornada para parar Dr. Robotnik de roubar seis anéis mágicos de Tiara Boobowski e seu pai.
Enquanto a Sonic Team produzia Nights Into Dreams, a Sega pediu para que a STI produzisse X-treme. O jogo foi concebido como um jogo de plataforma e de rolagem lateral para o Mega Drive para suceder Sonic & Knuckles (1994). O desenvolvimento mudou para o 32X, o Saturn e o Microsoft Windows, e o jogo foi redesenhado como um jogo de plataforma 3D para a temporada de festas no final de 1996. O plano foi interrompido pela política da empresa, uma visita desfavorável por executivos da Sega of Japan e obstáculos usando um motor de jogo desenvolvido pela Sonic Team para Nights. Os designers principais ficaram doentes, levando o produtor Mike Wallis a cancelar o jogo. Um filme baseado no jogo, pela Metro-Goldwyn-Mayer, também foi cancelado.
No lugar de X-treme, a Sega lançou um porte do jogo de Mega Drive Sonic 3D Blast, mas não lançou um jogo de plataforma 3D original de Sonic até Sonic Adventure para o Dreamcast em 1998. O cancelamento é considerado um fator importante na falha comercial do Saturn, pois deixou o sistema sem um jogo de plataforma original de Sonic. Elementos semelhantes aos de X-treme apareceram em jogos posteriores, como Sonic Lost World (2013).

## Premissa

"Jade Gully Zone" do motor de jogo de Senn e Alon (ver § Motores de jogo), que usava uma visão tipo olho de peixe conhecida como "Reflex Lens"

X-treme foi um jogo eletrônico de plataforma no qual os jogadores controlavam Sonic the Hedgehog, com a capacidade de se mover em qualquer direção. A jogabilidade era semelhante ao jogo de plataforma do Saturn Bug!, embora o produtor Mike Wallis tenha dito que X-treme seria diferente pois Sonic estaria livre para percorrer níveis, sem restrições por caminhos lineares. O jogo apresentava um sistema de câmera olho de peixe, a "Reflex Lens", que dava aos jogadores uma visão grande angular, fazendo os níveis parecerem se mover ao redor de Sonic. Os níveis girariam em torno de um centro de gravidade fixo, o que significa que Sonic poderia subir pelas paredes, chegando ao que antes era o teto. Sonic também era capaz de entrar e sair da tela enquanto se movia. Para batalhas contra chefes, os níveis eram livres e "estilo arena", e os chefes eram renderizados como personagens poligonais em oposição a sprites. Esses níveis usavam sombreamento, transparência e efeitos de iluminação para mostrar o potencial técnico do Saturn.
Os desenvolvedores queriam levar Sonic à era moderna, enquanto construíam os sucessos da série. Em 1996, Wallis disse: "Planejamos ter todos os elementos [familiares do Sonic] no jogo, bem como alguns adicionais. Nós estamos dando novos movimentos ao Sonic, porque Sonic é um ouriço dos tempos, estamos deixando-o atualizado." Assim como outros jogos de Sonic, X-treme enfatizava a velocidade e apresentava anéis colecionáveis. As adições incluíram as habilidades de lançar anéis nos inimigos, criar um escudo de anéis, fazer ataques giratórios no ar, atacar inimigos por baixo com um ataque "Power Ball", saltos mais altos com menos controle do que o normal e executar um ataque "Sonic Boom", em conjunto com o escudo, que atingia 360 graus. Surfe e bungee jumping foram incluídos como atividades consideradas legais na época.
Pelo menos quatro estágios foram desenvolvidos: Jade Gully, Red Sands, Galaxy Fortress, e Crystal Frost. O designer principal, Chris Senn, disse que modelou e texturizou quatro personagens principais e criou designs para 50 inimigos e uma hora de música. Fang the Sniper e Metal Sonic eram chefes planejados. O enredo descrito em materiais promocionais envolve Tiara Boobowski, que foi definida para se tornar uma personagem principal, e seu pai chamando Sonic para ajudar a defender os seis mágicos Anéis da Ordem do Dr. Robotnik.

## Antecedentes
O Sonic the Hedgehog original foi desenvolvido pela Sonic Team no Japão. Lançado em 1991, aumentou muito a popularidade do Mega Drive na América do Norte. Após seu lançamento, o desenvolvedor Yuji Naka e outros funcionários japoneses se mudaram para a Califórnia para ingressar no Sega Technical Institute (STI), uma divisão de desenvolvimento liderada por Mark Cerny. O objetivo da Cerny era estabelecer um estúdio de desenvolvimento de elite combinando as filosofias de design de desenvolvedores estadunidenses e japoneses.
Em 1991, a STI começou a desenvolver vários jogos, como Sonic the Hedgehog 2, que foi lançado no ano seguinte. Apesar deste ter sido um sucesso, a barreira do idioma e as diferenças culturais criaram um fosso entre os desenvolvedores japoneses e estadunidenses. Assim que o desenvolvimento terminou, Cerny deixou a STI e foi substituído pelo ex-funcionário da Atari Roger Hector. A equipe estadunidense desenvolveu Sonic Spinball, enquanto a equipe japonesa desenvolveu Sonic the Hedgehog 3 e Sonic & Knuckles. De acordo com o desenvolvedor Takashi Iizuka, a equipe japonesa experimentou computação gráfica 3D para Sonic 3, mas foi incapaz de implementá-la com o poder limitado do Mega Drive. Depois de Sonic & Knuckles ter sido concluído em 1994, Naka voltou ao Japão para trabalhar em Nights Into Dreams com a Sonic Team.
Na época, a Sega of Japan e a Sega of America funcionavam como entidades separadas e as relações nem sempre eram fáceis. Alguns desses conflitos podem ter sido causados pelo presidente da Sega Hayao Nakayama e sua admiração pela Sega of America; de acordo com o ex-CEO da Sega of America Tom Kalinske, "Havia alguns caras nas suítes executivas que realmente não gostavam que Nakayama em particular parecesse favorecer os executivos dos EUA. Muitos dos executivos japoneses talvez tinham um pouco de ciúme, e acho que parte disso influenciou as decisões que foram tomadas." Em contraste, o autor Steven L. Kent escreveu que Nakayama intimidava os executivos estadunidenses e acreditava que os executivos japoneses tomavam as melhores decisões. De acordo com Hector, após o lançamento do Sony PlayStation em 1994, a atmosfera na Sega tornou-se política, com "muitos dedos apontando".

## Desenvolvimento
Após o retorno de Naka ao Japão com sua equipe no final de 1994, a STI ficou com uma equipe principalmente estadunidense. As primeiras ideias para o próximo jogo de Sonic incluíam o experimental Sonic Crackers, que se tornou Knuckles' Chaotix para o 32X. O desenvolvimento de Sonic X-treme começou no final de 1994 na STI. Michael Kosaka foi o produtor executivo e líder de equipe, enquanto o designer e artista de CGI Senn criou animações para apresentar o jogo aos executivos da Sega. Sonic X-treme foi concebido para o Mega Drive como um jogo de plataforma de rolagem lateral, como os jogos de Sonic anteriores. Como novos consoles e a era de 32 bits estavam a caminho, o jogo foi movido para o 32X com os títulos de trabalho Sonic 32X e Sonic Mars; este último baseado no codinome "Project Mars" usado para o 32X. O design inicial da versão de 32X era para um side-scroller isométrico, mas se tornou um jogo totalmente 3D com uma visualização definida em um plano flutuante. Kosaka concluiu os documentos de design para a versão de 32X antes do acessório ser lançado, sem uma imagem clara do hardware.
Em meados de 1995, Kosaka se demitiu. De acordo com Senn, "ele e o produtor executivo Dean Lester não estavam se dando bem, e acredito que Michael sentiu que era sua melhor opção simplesmente se retirar do que ele pensava ser um ambiente politicamente insalubre". Lester se demitiu mais tarde no mesmo ano e foi substituído por Manny Granillo. Wallis, que havia trabalhado nos jogos de Mega Drive The Ooze e Comix Zone, foi promovido a produtor e colocado no comando de Sonic X-treme. O programador líder Don Goddard foi substituído por Ofer Alon, com quem alguns funcionários acharam difícil trabalhar, dizendo que ele não compartilhava seu trabalho. Como o design mudou significativamente e o 32X teve dificuldades comerciais, o desenvolvimento mudou para um planejado console de cartucho da Sega com hardware 3D da nVidia, para competir com o futuro Nintendo 64. Wallis disse que este pedido foi feito sem especificações de hardware. Depois que a Sega of Japan anunciou que a Sega se concentraria exclusivamente no Sega Saturn, o desenvolvimento mudou novamente. Quando Naka visitou a STI e observou o desenvolvimento de X-treme, ele simplesmente disse "boa sorte".

### Mudança para o Saturn
A versão de Saturn foi desenvolvida por duas equipes com dois motores de jogo diferentes, começando no segundo semestre de 1995. Uma equipe, liderada pelo diretor de tecnologia da STI, Robert Morgan e incluindo o programador Chris Coffin, desenvolveu os níveis de chefe. Este motor utilizava ferramentas usadas por jogos de Saturn como Panzer Dragoon II Zwei e renderizava chefes como personagens totalmente poligonais. A outra equipe, liderada por Senn e Alon, desenvolveu os níveis principais, trabalhando em computadores com a intenção de portar seu trabalho para o Saturn. Ambos se concentraram na construção de um editor para construir os níveis principais. Música e fundos não podiam ser codificados no editor e tinham que ser codificados manualmente para cada nível. Os inimigos foram criados como sprites pré-renderizados.

Captura de tela do "motor chefe" de Coffin, um dos dois motores usados para desenvolver Sonic X-treme. Esta versão foi exibida na E3 em maio de 1996

Outros funcionários incluíam o compositor Howard Drossin, o artista principal Ross Harris, os artistas/designers Fei Cheng e Andrew Probert e os designers Jason Kuo e Richard Wheeler. De acordo com Senn, sua equipe era completamente diferente das equipes da STI lideradas por Naka; isso, combinado com a inexperiência da equipe, "criou sementes de dúvida e uma mina terrestre política esperando para explodir se não produzíssemos resultados surpreendentes rapidamente". Wallis afirmou que a STI mudou seus recursos para o Sonic X-treme no final de 1995. Ele expressou frustração com a estrutura da equipe e sentiu que a política interna dificultava o desenvolvimento. Coffin sentiu que a divisão de responsabilidades garantiria que cada elemento fosse perfeito.

"Tínhamos artistas fazendo arte para níveis que ainda não haviam sido concebidos. Tínhamos programadores esperando e esperando e esperando até que cada minuto de detalhe tivesse sido concebido, e tínhamos designers fazendo o que diabos eles queriam. Foi uma bagunça e por causa da política interna (o diretor de arte treinou sua equipe de arte para odiar os designers e programadores), era ainda mais difícil fazer qualquer trabalho."

—Programador Mike Wallis.
Outras dificuldades surgiram do design. De acordo com Wallis, "O tema do jogo era pegar [a rolagem lateral 2D básica de Sonic] e adicionar a capacidade de fazê-lo entrar e sair da tela. No papel, parecia ótimo, mas quando realmente começamos a implementá-lo, a adição criou alguns desafios de design que não consideramos inicialmente." Os gráficos 3D eram novos e os desenvolvedores ainda estavam aprendendo como eles afetariam os controles e a jogabilidade. A programação para o Saturn provou ser difícil; como Alon não conseguiu que seu motor, desenvolvido em Windows, rodasse rápido o suficiente no Saturn, Morgan terceirizou o porte.

### Disputas com a Sega of Japan
Em março de 1996, representantes da Sega of Japan visitaram a STI para avaliar o progresso do desenvolvimento. Senn e outras fontes indicam que o visitante principal foi o presidente Nakayama, embora Wallis lembre do vice-presidente executivo Shoichiro Irimajiri. O executivo não ficou impressionado com o trabalho de Senn e Alon, pois a versão que ele viu, portada do computador para o Saturn por um terceiro, funcionou com uma taxa de quadros baixa. Ambos tentaram mostrar sua versão mais recente para computador, mas o visitante saiu antes de terem a oportunidade. Embora nem Senn nem Alon fizessem parte oficialmente da produção após a visita, eles continuaram trabalhando em sua versão, na esperança de lançá-la para a Sega como um jogo para computador.
O visitante ficou impressionado com o motor chefe de Coffin, e solicitou que X-treme fosse retrabalhado em torno dele. Preocupado com a necessidade de criar essencialmente um novo jogo antes do prazo estrito de dezembro de 1996, Wallis isolou o time de Coffin, evitando influência externa. A equipe consistia em quatro artistas, dois programadores, um contratante e três designers, instalados em um antigo local da STI. Eles trabalharam entre dezesseis e vinte horas por dia. De acordo com Wallis, "Coffin realmente deixou seu apartamento, cancelando seu aluguel, mudou todos os seus pertences para o escritório e trabalhou dia e noite".

"Foi quase tão ruim quanto eu já vi. A política que levou à saída de Kosaka-san. Permitir que um designer novato como eu ocupasse o lugar de um veterano como Michael Kosaka sem orientação e direção. Passando por três programadores principais no primeiro ano e meio de produção, cada vez reiniciando a tecnologia. Uma divisão entre as ideias das pessoas sobre o que o jogo deveria ser. Egos. Inexperiência. Comunicação deficiente, política ruim... todas essas coisas contribuíram para o fim inevitável do projeto."

—Designer Chris Senn.
Em abril, o vice-presidente executivo da Sega Bernie Stolar abordou a STI e perguntou o que ele poderia fazer para ajudar o jogo a cumprir o prazo. Por sugestão de Wallis, ele forneceu as ferramentas e o código-fonte para o jogo da Sonic Team, Nights into Dreams. Duas semanas depois, Stolar solicitou que a equipe parasse de usar o motor, pois Naka havia ameaçado deixar a Sega se fosse usado. Senn disse: "Pessoalmente, posso entender o interesse de Naka em manter a tecnologia desenvolvida por sua equipe sob rígido controle. Sonic era uma franquia que ele claramente sentia que deveria ser tratada apenas pela equipe Sonic... Ele deve ter se sentido muito fortemente  [sic] sobre isso se ele estivesse disposto a até mesmo ameaçar desistir." A Sonic Team havia começado a desenvolver seu próprio jogo 3D de Sonic usando o motor de Nights, o que pode ter motivado a ameaça de Naka. A perda do motor de Nights custou à equipe de Sonic X-treme duas semanas de desenvolvimento.

### Cancelamento
Em maio de 1996, a Sega exibiu uma demonstração jogável de X-treme na E3 1996, e exibiu uma versão do motor de Coffin. A essa altura, o moral da equipe havia caído e a rotatividade era alta. Wallis afirma que despediu um artista por mau desempenho e por perturbar a equipe. Em agosto, Coffin havia contraído pneumonia grave. Wallis elogiou o esforço de Coffin, chamando-o de "dínamo humano", mas disse que Coffin havia "trabalhado profundamente" e que a equipe não tinha chance de cumprir o prazo sem ele. Na mesma época, Senn ficou tão doente que disseram que ele teria seis meses de vida, embora tenha sobrevivido. Com as duas equipes paralisadas e faltando apenas dois meses para o prazo, Wallis cancelou o jogo.
A Sega declarou inicialmente que X-treme havia sido adiado, mas no início de 1997 anunciou que havia sido cancelado. Na temporada de festas no final de 1996, a Sega se concentrou em Nights into Dreams da Sonic Team e uma versão do jogo de Mega Drive Sonic 3D Blast pela Traveller's Tales, para o qual Wallis contribuiu. O desenvolvedor da STI Peter Morawiec solicitou que X-treme fosse retrabalhado como estágios bônus em 3D Blast, mas a Traveller's Tales não foi capaz de transferir o modelo de Sonic adequadamente. O trabalho da Sonic Team em um jogo 3D para Saturn de Sonic tornou-se Sonic Adventure para o Dreamcast. Remanescentes de seu protótipo podem ser vistos no jogo de compilação para Saturn Sonic Jam.
Embora Senn sentisse que a versão que ele e Alon estavam desenvolvendo poderia ter sido concluída com mais seis a doze meses, A a divisão de computador da Sega não pagou por seu desenvolvimento e pode ter hesitado em fazê-lo depois que o motor foi rejeitado para o X-treme. Depois que o projeto foi rejeitado, Alon deixou a Sega. A Sega of America acabou com a STI em 1996 após mudanças de gerenciamento. Hector acreditava que o sucesso do PlayStation levou à turbulência corporativa dentro da Sega que resultou na dissolução da STI. De acordo com Wallis, a STI foi reestruturada como departamento de desenvolvimento de produto da Sega of America depois que o departamento de desenvolvimento de produto anterior se tornou a SegaSoft.

## Filme cancelado
Em agosto de 1994, a Sega of America assinou um contrato com a Metro-Goldwyn-Mayer e a Trilogy Entertainment para produzir um filme de animação live-action baseado em Sonic the Hedgehog e vinculado a Sonic X-treme. Em maio de 1995, o roteirista Richard Jeffries fez uma apresentação do filme para a Sega, intitulada Sonic the Hedgehog: Wonders of the World. A apresentação mostrava Sonic e Dr. Robotnik escapando de Sonic X-treme para o mundo real. O filme foi cancelado porque nenhuma das empresas chegou a um acordo.

## Legado

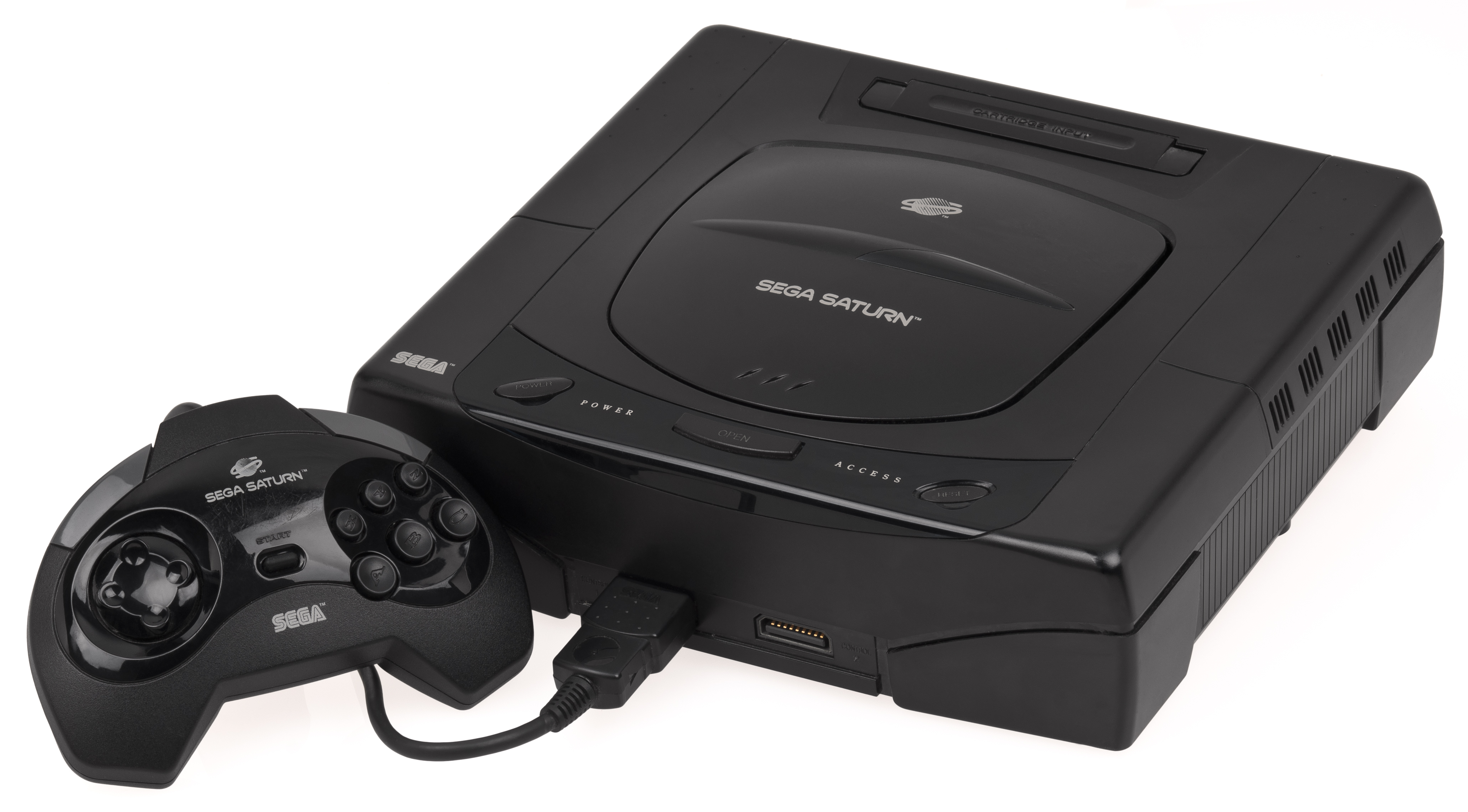
Com o cancelamento de X-treme, o Sega Saturn ficou sem um jogo de plataforma original de Sonic the Hedgehog.

O cancelamento de Sonic X-treme é citado como um dos principais motivos para o fracasso do Saturn. Enquanto a Sega conquistou até 55% do mercado de consoles em 1994, em agosto de 1997, a Sony controlava 47%, a Nintendo 40% e a Sega apenas 12%. Nem os cortes de preços nem os lançamentos de jogos de alto nível salvaram o Saturn. Nunca teve um jogo de plataforma exclusivo de Sonic, recebendo apenas uma versão do jogo de Mega Drive Sonic 3D Blast e Sonic Jam, uma compilação de jogos de Sonic anteriores apresentando um nível 3D.
Jornalistas e fãs especularam sobre o impacto que X-treme poderia ter causado. David Houghton do GamesRadar+ descreveu a perspectiva de "um bom jogo 3D do Sonic" no Saturn como "uma situação 'E se...' no mesmo nível de os dinossauros não sendo extintos." Travis Fahs da IGN descreveu X-treme como "um recipiente vazio para as ambições da Sega e as esperanças de seus fãs [...] Foi o ponto de virada não apenas para o mascote da Sega e seu console de 32 bits, mas para toda a empresa." Levi Buchanan, escrevendo para o mesmo site, afirmou que "enquanto a falta de uma verdadeira sequência do Sonic para o Saturn certamente não destruiu totalmente as chances do console, a falta de aparições do mascote da Sega certamente não ajudou muito." Dave Zdyrko, que dirigia um importante site de fãs do Saturn, disse: "Não sei se [X-treme] poderia ter salvado o Saturn, mas [...] Sonic ajudou a fazer o [Mega Drive] e não fazia absolutamente nenhum sentido porque não havia um grande novo título de Sonic pronto ou perto do lançamento do [Saturn]".
Em uma retrospectiva de 2007, o produtor Wallis disse que X-treme "definitivamente teria sido competitivo" com Super Mario 64, da Nintendo. Senn acreditava que uma versão de X-treme construída por ele com o motor de Alon poderia ter vendido bem. A Next Generation disse que X-treme teria prejudicado a reputação da Sega se não se comparasse bem a concorrentes como Super Mario 64 e Crash Bandicoot. Naka estava insatisfeito com o jogo e, em 2012, lembrou-se de ter sentido alívio ao saber do cancelamento. Jornalistas notaram semelhanças em temas de nível e mecânica entre X-treme e o jogo de 2013 Sonic Lost World, embora o chefe da Sonic Team, Iizuka, tenha dito que a semelhança era coincidência.
Durante anos, pouco conteúdo de X-treme foi lançado além de imagens promocionais. Em 2006, uma cópia de um motor de teste inicial foi vendida em leilão por 2 500 dólares para um colecionador anônimo. Uma imagem animada (GIF) do jogo foi lançada, e depois que um projeto de arrecadação de fundos pela comunidade do site "Assemblergames" comprou o disco do colecionador, a imagem de disco vazou na Internet em 17 de julho de 2007. Senn abriu o site "Sonic X-treme Compendium" e revelou uma grande quantidade da história de desenvolvimento, incluindo as primeiras imagens, um personagem jogável chamado Tiara e música conceitual. Senn considerou terminar X-treme por conta própria, e usou alguns de seus conceitos em um jogo de fã do Sonic. Em fevereiro de 2015, os fãs obtiveram o código-fonte de Sonic X-treme e criaram uma versão jogável.